# مارك بنجامين
مارك بنجامين لاتوبابوا (Mark Benjamin Latupapua) أو فقط مارك بنجامين (Mark Benjamin)هو دي جي و منتج موسيقى هولندي من مواليد 16 يناير 1990.